# Szoftverkommunikációs architektúra
A szoftverkommunikációs architektúra (SCA) egy nyílt architektúrájú keretrendszer, amely meghatározza a rádiók szabványos módját a platformjukon futó hullámalkalmazások példányosítására, konfigurálására és kezelésére. Az SCA elválasztja a hullámszoftvert az alapul szolgáló hardverplatformtól, megkönnyítve a hullámszoftver hordozhatóságát és újrafelhasználását, hogy elkerülje a hullámformák újrafejlesztésének költségeit. A legújabb verzió az SCA 4.1.

## Áttekintés
Az SCA-t a Joint Tactical Networking Center (JTNC) teszi közzé. Ezt az architektúrát azért fejlesztették ki, hogy segítse a szoftver által definiált rádió (SDR) kommunikációs rendszerek fejlesztését, kihasználva a legújabb technológiai fejlődés előnyeit, amelyek várhatóan nagymértékben javítják a kommunikációs rendszerek interoperabilitását, és csökkentik a fejlesztési és kihelyezési költségeket. Az architektúra más beágyazott, elosztott számítástechnikai alkalmazásokra is alkalmazható, például a kommunikációs terminálokra vagy az elektronikus hadviselésre (EW). Az SCA a következőkre van építve:
1. Az alkalmazásszoftver hordozhatóságának biztosítására a különböző SCA megvalósítások között,
2. A kereskedelmi normák kihasználására, a fejlesztési költségek csökkentése érdekében,
3. A szoftverfejlesztési idő csökkentésére a tervező modulok újrafelhasználásának lehetőségével, és
4. Fejlődő kereskedelmi keretrendszerek és architektúrák felépítésére.

Az SCA szándékosan úgy lett kialakítva, hogy megfeleljen a kereskedelmi, valamint a katonai alkalmazások követelményeinek. Mivel az SCA-t önfenntartó szabványnak szánják, az ipar széles körét felkérték, hogy vegyen részt az SCA fejlesztésében és validálásában. Az SCA nem rendszerspecifikáció, hanem végrehajtástól független szabálykészlet, amely korlátozza a rendszerek tervezését a fent felsorolt célok elérése érdekében.

## Központi keretrendszer
A központi keretrendszer (CF) meghatározza a nyílt szoftverfelületek és profilok lényeges "alapvető" készletét, amely a szoftveralkalmazás-összetevők telepítését, kezelését és összekapcsolását biztosítja egy beágyazott, elosztott számítástechnikai kommunikációs rendszerben. Ebben az értelemben az SCA-ban meghatározott összes interfész a CF része.

## Szabványos hullámforma alkalmazásprogramozási felületek (API)
A szabványos hullámforma API-k meghatározzák azokat a legfontosabb szoftverinterfészeket, amelyek lehetővé teszik a hullámforma alkalmazás és a rádióplatform kölcsönhatását. Az SCA az API-kat használja a hullámalakú szoftverek elválasztásához az alapul szolgáló hardverplatformtól, megkönnyítve a hullámforma-szoftver hordozhatóságát és újrafelhasználását, hogy elkerülje a hullámformák újrafejlesztésének költségeit.

## Fejlesztőeszközök
- A Reservoir Labs R-Check - SCA megfelelőségi tesztelése Archiválva 2020. április 29-i dátummal a Wayback Machine-ben
- NordiaSoft eCo Suite - SCA 4.1 Integrált fejlesztői környezet és központi keretrendszer
- ADLINK Spectra CX4 - SCA 4.1 Model Driven Tools Archiválva 2018. október 23-i dátummal a Wayback Machine-ben

## Legfrissebb hírek
- A Software Communications Architecture v4.1 a Védelmi Minisztérium (DoD) Informatikai (IT) Szabványügyi Nyilvántartásába (DISR) került meghatalmazott szabványként

## Fordítás
Ez a szócikk részben vagy egészben  a   Software Communications Architecture című angol Wikipédia-szócikk ezen változatának fordításán alapul.  Az eredeti cikk szerkesztőit annak laptörténete sorolja fel. Ez a jelzés csupán a megfogalmazás eredetét és a szerzői jogokat jelzi, nem szolgál a cikkben szereplő információk forrásmegjelöléseként.